# Mortola Superiore
Mortola Superiore (conosciuta popolarmente come i Ciotti) è una frazione del comune di Ventimiglia, in provincia di Imperia.
È situata su un'altura a 300 metri sul livello del mare. Il centro abitato medievale, abbandonato a fine Ottocento, è situato a poca distanza, verso ponente, rispetto all'abitato moderno, lungo il sentiero che conduce al monte Grammondo.

## Monumenti e luoghi d'interesse
Sul suo territorio è presente un sito archeologico di rilevante importanza, a circa un chilometro in linea d'aria dalle Caverne paleolitiche dei Balzi Rossi; in questo sito, nel 1993 vennero ritrovati numerosi manufatti in pietra scheggiata.
Vi ha inoltre sede il santuario di Nostra Signora dell'Aria Aperta, già chiesa parrocchiale della Natività di Maria Santissima, che risale al XVII secolo con ampliamenti successivi. Dalla caratteristica facciata cui sono applicate lapidi e terrecotte policrome, ospita all'interno una collezione di ex voto locali e italiani provenienti da cinquecento santuari.
Sul territorio di Mortola Superiore sono sorte numerose ville, per buona parte costruite o acquistate da personaggi provenienti da ogni parte del mondo, innamorati della spettacolarità panoramica del sito, posto ad un passo dal confine con la Francia, dal quale si domina con lo sguardo tutta la costa fino alle isole di Hyères.